# Fünfhausener-Landweg-Wettern
El Fünfhausener-Landweg-Wettern és un canal de desguàs de Neuland, un barri d'Hamburg. Desguassa entre d'altres el parc natural dels Aiguamolls de Neuland (Neuländer Moorwiesen). La seva forma irregular indica que molt probablement és un antic priel natural que al llarg del temps es va canalitzar. Desemboca a l'Elba a l'oest via el Diamantgraben i a l'est via el Verbindungsgraben.